# 질문하는 기자들 Q
《질문하는 기자들 Q》는 2021년 4월 18일부터 2022년 3월 6일까지 방송된 비평 프로그램이다.

## 기획 의도
언론 신뢰 추락의 시대! 단순한 기사 비평을 넘어 미디어의 본질을 묻는 비평 프로그램이다.

## 방송 시간
| 방송 채널 | 방송 기간                         | 방송 시간                            |
| --------- | --------------------------------- | ------------------------------------ |
| KBS 1TV   | 2021년 4월 18일 ~ 2021년 12월 5일 | 매주 일요일 밤 10시 35분 ~ 11시 20분 |
| KBS 1TV   | 2021년 12월 12일 ~ 2022년 3월 6일 | 매주 일요일 저녁 8시 10분 ~ 밤 9시   |

## 진행자
| 역대 | 진행자 | 진행 기간                        |
| ---- | ------ | -------------------------------- |
| 1대  | 김솔희 | 2021년 4월 18일 ~ 2022년 3월 6일 |

## 슬로건
- "미디어의 본질을 묻습니다"

## 결방 및 편성 변경 안내
2021년
- 8월 1일 ~ 8월 8일 : 2021년 도쿄 올림픽 중계방송으로 인한 결방
- 9월 19일 : 추석 특집 편성으로 인한 결방

2022년
- 1월 2일 : 신년 특집 편성으로 인한 결방
- 1월 30일 : 설 특집 편성으로 인한 결방

## 타이틀 변천사
| 기수 | 타이틀            | 방송 기간                          |
| ---- | ----------------- | ---------------------------------- |
| 1기  | 미디어 포커스     | 2003년 6월 28일 ~ 2008년 11월 15일 |
| 2기  | 미디어 비평       | 2008년 11월 21일 ~ 2013년 4월 5일  |
| 3기  | 미디어 인사이드   | 2013년 4월 14일 ~ 2016년 4월 17일  |
| 4기  | 저널리즘 토크쇼 J | 2018년 6월 17일 ~ 2020년 12월 13일 |
| 5기  | 질문하는 기자들 Q | 2021년 4월 18일 ~ 2022년 3월 6일   |
| 6기  | 시사멘터리 추적   | 2022년 5월 1일 ~ 2022년 12월 25일  |
| 7기  | 9층 시사국        | 2023년 2월 1일 ~ 2023년 12월 30일  |
| 8기  | 더 보다           | 2024년 2월 18일 ~ 현재             |

## 관련 미디어 프로그램
- 특파원 보고 세계는 지금 (KBS 1TV)

## 같이 보기
- TV비평 시청자데스크
- KBS 뉴스 옴부즈맨 (종영)